# Xã Jefferson, Quận Lee, Iowa
Xã Jefferson (tiếng Anh: Jefferson Township) là một xã thuộc quận Lee, tiểu bang Iowa, Hoa Kỳ. Năm 2010, dân số của xã này là 1.293 người.